# Chiesa di San Siro (Vezzano Ligure)
La chiesa di San Siro è stato un luogo di culto cattolico situato nel comune di Vezzano Ligure in provincia della Spezia. La chiesa fu sede fino al 1880 della parrocchia omonima della diocesi della Spezia-Sarzana-Brugnato; successivamente il titolo passò alla chiesa di Nostra Signora del Soccorso a Vezzano Superiore.

## Storia e descrizione
Già menzionata nel XII secolo, ed edificata in stile tardo gotico, la chiesa parrocchiale fu parzialmente abbattuta nel 1880 per far spazio alla nuova provinciale per Buonviaggio e quindi La Spezia (oggi denominata strada statale 330 di Buonviaggio).
L'edificio si presentava a tre navate, ad abside piana, divise da archi ogivali in mattoni che ancora ve ne rimane tracce nel vicino campanile; proprio da quest'ultimo si accedeva all'interno della chiesa.
Un frammento di un suo affresco, ritraente l'Annunciazione e datato al XVI secolo, è oggi conservato nella parrocchiale di Nostra Signora del Soccorso di Vezzano Superiore.